# Moffans-et-Vacheresse
Moffans-et-Vacheresse là một xã ở tỉnh Haute-Saône trong vùng Bourgogne-Franche-Comté phía đông nước Pháp.